# سایرس هاروی جونیور
سایرِس هاروی جونیور (انگلیسی: Cyrus Harvey Jr.; ۱۴ اکتبر ۱۹۲۵ – ۱۴ آوریل ۲۰۱۱) توزیع کننده فیلم و کارآفرین اهل کشور ایالات متحده آمریکا بود، او به همراه شریک تجاری قدیمی اش، تهیه‌کننده و بازیگر فیلم براینت هالیدی یکی از بنیانگذاران جنس فیلمز در سال ۱۹۵۶ و مالک بخشی از تئاتر Brattle بود. او در کمبریج ماساچوست متولد شد و فرزند مهاجران یهودی بود. او به معرفی فیلم‌های هنری خارجی از بسیاری از کشورها از جمله ژاپن، ایتالیا، فرانسه، اسپانیا و سوئد به بینندگان آمریکایی کمک کرد.